# عاصفة جوليا الاستوائية (2016)
كانت العاصفة الاستوائية جوليا إعصارًا استوائيًا ضعيفًا تسبب في أضرار طفيفة في شرق الولايات المتحدة في سبتمبر 2016. العاصفة العاشرة لموسم الأعاصير الأطلسية لعام 2016 ، تطورت جوليا من موجة استوائية بالقرب من ساحل شرق وسط فلوريدا في 13 سبتمبر . في البداية كان منخفضًا استوائيًا ، سرعان ما وصل النظام إلى اليابسة بالقرب من شاطئ جنسن . على الرغم من تحركه إلى الداخل ، فقد اشتد الإعصار إلى عاصفة مدارية ، قبل وقت قصير من زيادة قوته ليصل إلى أقصى درجات رياح مستدامة تبلغ 50 ميل في الساعة (85 كم / ساعة). ثم انجرفت جوليا إلى الشمال والشمال الغربي ثم باتجاه الشمال الشرقي ، متجهةً بعيدًا عن الساحل الجنوبي الشرقي للولايات المتحدة في14 سبتمبر . حدثت حلقة إعصارية مع هبوب هواء غربي قوي في المنطقة ، حيث تسبب ذلك في تقلبات جوية شديدة. في 19 سبتمبر  ، تراجع إعصار جوليا إلى مستوى منخفض ، والذي تحول لاحقًا إلى إعصار خارج المداري وانتقل إلى الداخل فوق ولاية كارولينا الشمالية قبل أن يتبدد في 21 سبتمبر.